# St. Clemens (Ruwer)

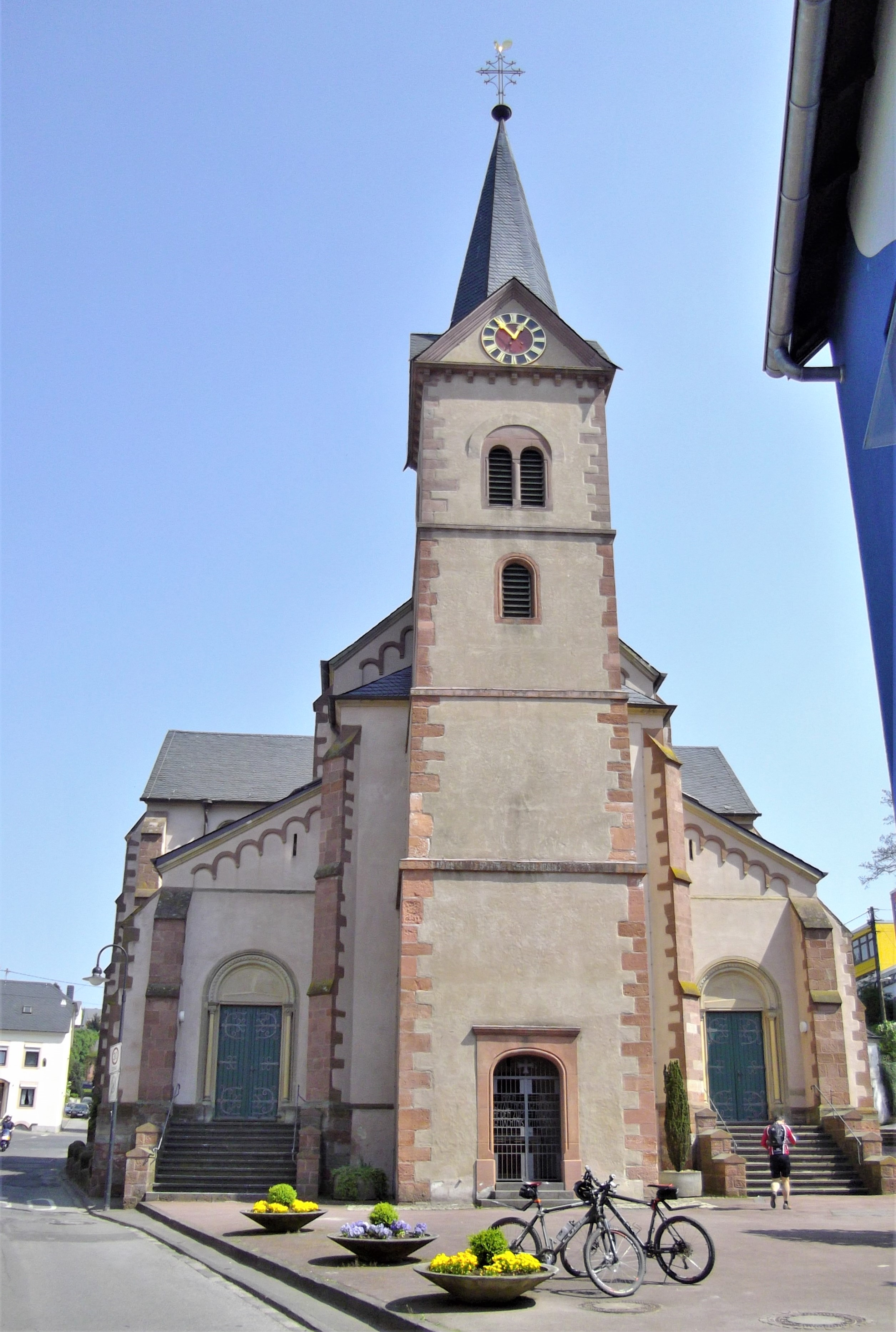
Kirche St. Clemens

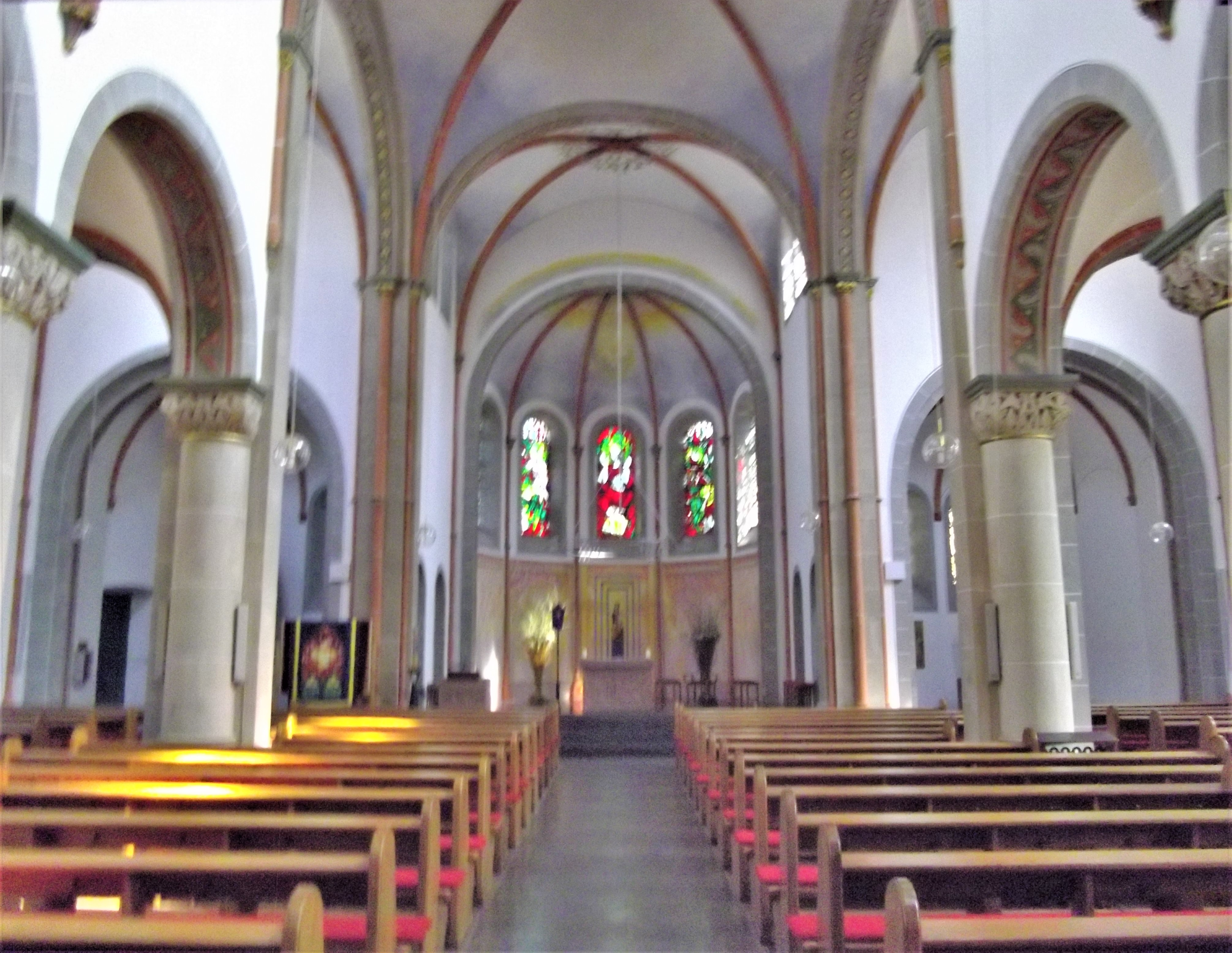
Innenraum

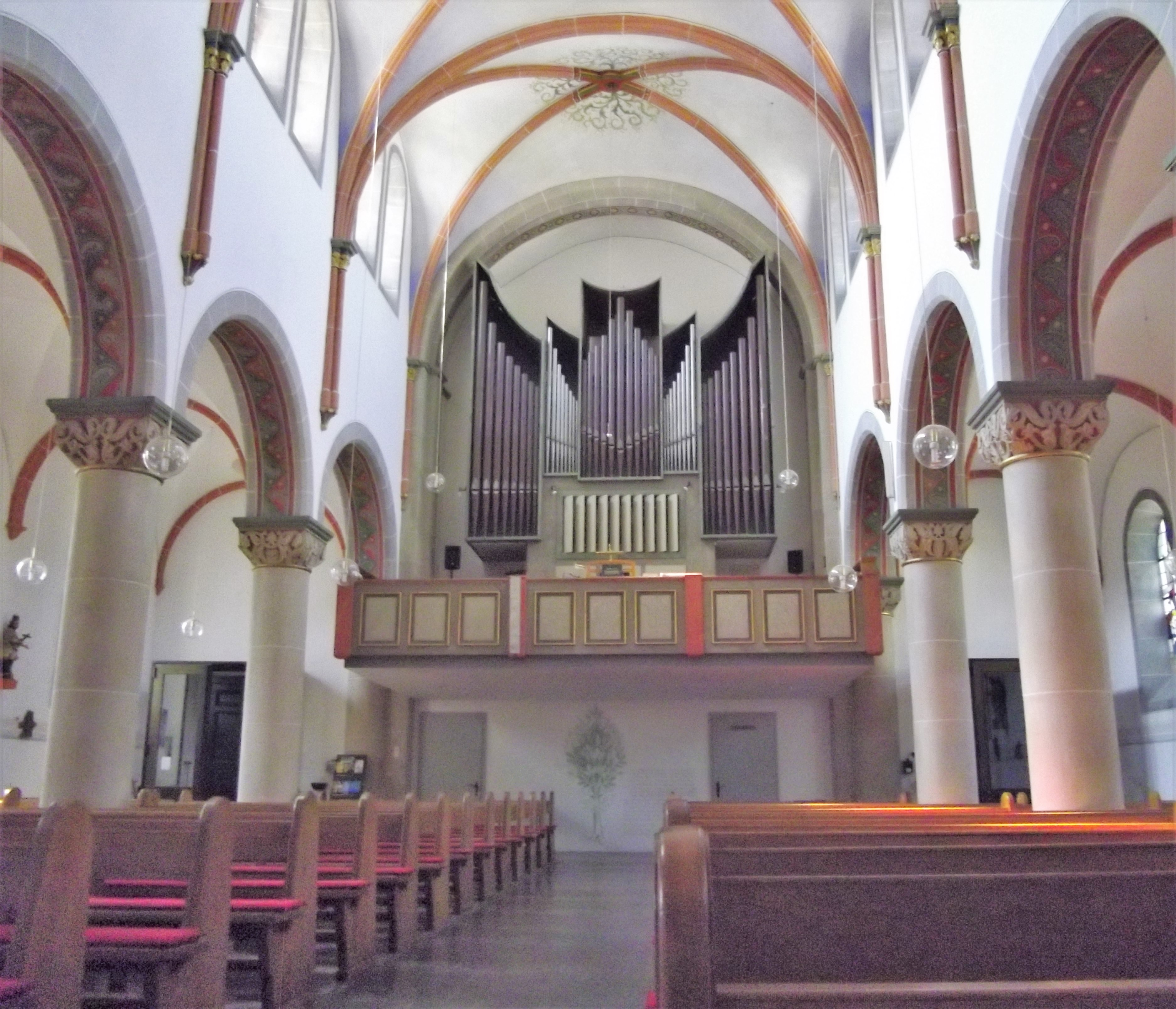
Späth-Orgel

Die katholische Pfarrkirche St. Clemens im Trierer Stadtbezirk Ruwer, Kenner Weg 3, wurde 1870–1871 erbaut. Vom 1754 errichteten Vorgängerbau ist noch der westliche Turm erhalten.

## Geschichte
Vor 1754 befand sich eine Kirche (Feiserkirche) im Gebiet der heutigen Straße „Am Kreuzchen“. Grabungen lassen auf ein hohes Alter des alten Baus schließen. Eine Skulptur mit der Darstellung Marias mit Jesuskind aus der zweiten Hälfte des 14. Jahrhunderts ist das älteste erhaltene Objekt der Pfarrei Ruwer.
Der Nachfolgebau von 1754 im Stil des Barock an heutiger Stelle diente den Bürgern beider der damals getrennten Orte Ruwer-Maximin und Ruwer-Paulin. Dies stellte gleichzeitig den de-facto-Zusammenschluss der Orte dar, wenngleich dieser offiziell erst 1930 vollzogen wurde. Nachdem die christliche Gemeinde im Einzugsgebiet angewachsen war, war ein abermaliger Neubau vonnöten, der nach einem Dringlichkeitsschreiben an die Bischöfliche Behörde im Jahr 1861 und einem 1866 von Franz Georg Himpler erstellten architektonischen Entwurf ausgeführt wurde. Die letzte Messe in der alten Kirche gab es im September 1869, danach fand der Gottesdienst im Nachbarort Eitelsbach sowie in der Klosterkapelle statt, an die für die Zeit bis zur Fertigstellung der neuen Kirche eine Notkirche angebaut worden war.
Die Kirche wurde 1870–1871 im neoromanischen Stil erbaut. Architekt war Reinhold Wirtz, wohl basierend auf den Plänen des zwischenzeitlich ausgewanderten Himpler. Der Westturm der alten Kirche wurde in den Neubau integriert. Trotz des Deutsch-Französischen Kriegs zu dieser Zeit gingen die Bauarbeiten zügig voran.
Mit Ausnahme der Fenster überstand die Kirche den Zweiten Weltkrieg unbeschadet, allerdings wurden – wie fast überall – die Bronzeglocken zugunsten der Rüstungsindustrie abgegeben und eingeschmolzen. Bereits 1951 konnte aber ein neues Geläut geweiht werden.
Größere Renovierungen und Anbauten gab es 1893 (Aufstockung des Turms um ein Joch), 1934 (Einrichtung einer Kriegergedächtnishalle im Erdgeschoss des Turms), 1960 (Renovierung und teilweise Neuausstattung) und 2009. Der Taufstein datiert von 1972.